# Jurij Morozov (politiker)
Jurij Ionovitj Morozov (Юрий Ионович Морозов), född 1949 i Sterlitamak, var från 5 juli 2005 premiärminister i den de facto självständiga utbrytarrepubliken Sydossetien, inom vad som av den övervägande delen av världssamfundet anses tillhöra Georgien. Den 17 augusti 2008 avsattes han av presidenten Eduard Kokojty.